# Puylaroque
Puylaroque é uma comuna francesa na região administrativa de Occitânia, no departamento de Tarn-et-Garonne. Estende-se por uma área de 35,87 km². Em 2010 a comuna tinha 726 habitantes (densidade: 20,2 hab./km²).